# 스페인의 왕위 계승 순위
스페인의 현재 국왕은 부르봉가의 펠리페 6세이며, 왕위 계승 순위 1위는 아스투리아스 여공 레오노르이다.
남녀 모두가 상속권을 가지지만, 남자가 여자보다 우선권을 가지는 아들 우선 상속법을 따른다.

## 왕위 계승 순위
- 후안 카를로스 1세
  -  펠리페 6세
    - (1) 아스투리아스 여공 레오노르 (2005년)
    - (2) 스페인 인판타 소피아 (2007년)

  - (3) 루고 여공작 인판타 엘레나 (1963년)
    - (4) 펠리페 데 마리차라르이보르본 (1998년)
    - (5) 빅토리아 데 마리차라르이보르본 (2000년)

  - (6) 스페인 인판타 크리스티나 (1965년)
    - (7) 후안 데 토도스로스산토스 우르단가린이데보르본 (1999년)
    - (8) 파블로 데 토도스로스산토스 우르단가린이데보르본 (2000년)
    - (9) 미겔 데 토도스로스산토스 우르단가린이데보르본 (2002년)
    - (10) 이레네 데 토도스로스산토스 우르단가린이데보르본 (2005년)

## 같이 보기
- 스페인 국왕 목록
- 카를로스파